# فرودگاه نیروی هوایی سلطنتی ماونت پلزنت
فرودگاه نیروی هوایی سلطنتی ماونت پلزنت (به انگلیسی: RAF Mount Pleasant) یک فرودگاه همگانی و نظامی با کد یاتا MPN است که یک باند فرود آسفالت دارد و طول باند آن ۲۵۹۰ متر است. این فرودگاه در کشور انگلستان قرار دارد و در ارتفاع ۷۴ متری از سطح دریا واقع شده‌است.

## شرکت‌های هواپیمایی و مقصدهای پروازی

### برنامه‌ریزی‌شده
| شرکت‌های هواپیمایی                               | مقصدهای پروازی                                                                              |
| ----------------------------------------------- | ------------------------------------------------------------------------------------------- |
| لان ایرلاینز                                    | پرزیدانت کارلوس ایبانیز دل کامپو، پیلوتو سیویل نوربرتو فرناندز، کومودورو ارتورو مرینو بنیتز |
| نیروی هوایی سلطنتی بریتانیا اجرا توسط AirTanker | نیروی هوایی سلطنتی بریتز نورتون                                                             |

### برنامه‌ریزی‌نشده
| شرکت‌های هواپیمایی               | مقصدهای پروازی                           |
| ------------------------------- | ---------------------------------------- |
| جزایر فالکلند گاورمنت ایر سرویس | پورت استنلی، سکونتگاه‌های دیگر در فالکلند |
| Hi Fly                          | گاتویک، امیلکر کبرل                      |